# Rauw voedsel
Rauw voedsel heeft geen structuurverandering ondergaan, zoals dat  bijvoorbeeld bij verhitting gebeurt. Dit kan gelden voor groenten, maar ook voor vlees of vis. Bij verhitting en bevriezing wordt de structuur van het product veranderd. Afhankelijk van de temperatuur worden bij verhitting ook sommige vitaminen en enzymen gedeactiveerd. 
Voorbeelden van (grotendeels) rauw voedsel:
- noten
- zaden
- fruit, zoals bessen
- groenten in de vorm van rauwkost
- verschillende vissoorten, zoals heilbot, tonijn en tot op zekere hoogte maatjesharing; sushi bevat vaak rauwe vis
- sommige maden
- sommige vleessoorten  of -gerechten, zoals carpaccio
- eieren
- verse melk
- weekdieren zoals oesters

Van oudsher wordt veel voedsel rauw gegeten. Voor sommige producten is dat echter af te raden omdat ze schadelijke bacteriën kunnen bevatten. Eieren kunnen bijvoorbeeld besmet zijn met de salmonellabacterie. Het gebruik van rauw ei in bijvoorbeeld het gerecht tiramisu wordt daarom ontraden; er wordt dan eipoeder gebruikt. Rauwe melk kan brucellose overbrengen.
Het eten van rauwe groente in (sub)tropische landen door toeristen uit andere streken wordt vaak ontraden.
Er zijn stromingen die het eten van rauw voedsel in extreme mate propageren, het "raw-foodism".